# Grncsari
Grncsari (macedónul: Грнчари, albánul Gërçar) település Észak-Macedóniában, a Pelagonijai körzet Reszeni járásában.

## Népesség
| Lakosok száma | 769  | 815  | 962  | 1049 | 1205 | 808  | 476  | 417  | 311  |
|               | 1948 | 1953 | 1961 | 1971 | 1981 | 1991 | 1994 | 2002 | 2021 |

- 2002-ben 417 lakosa volt, akik közül 326 albán, 79 macedón, 11 török és 1 egyéb.